# Saint-Pierre-des-Corps
Saint-Pierre-des-Corps is een gemeente in het Franse departement Indre-et-Loire (regio Centre-Val de Loire). De gemeente telde 15.698 inwoners op 1 januari 2022. De plaats maakt deel uit van het arrondissement Tours.
De ontwikkeling van de gemeente is verbonden met de spoorweg. De stoomlocomotief Pacific Chapelon 231 E 41, een van de twee overgebleven exemplaren van het type Pacific Chapelon Nord uit de jaren 1930, wordt bewaard in de Hangar de la loco in Saint-Pierre-des-Corps.

## Geografie
De oppervlakte van Saint-Pierre-des-Corps bedroeg op 1 januari 2022 11,28 vierkante kilometer; de bevolkingsdichtheid was toen 1.391,7 inwoners per km².
De gemeente ligt tussen de Loire in het noorden en de Cher in het zuiden en grenst in het westen aan Tours.
De onderstaande kaart toont de ligging van Saint-Pierre-des-Corps met de belangrijkste infrastructuur en aangrenzende gemeenten.

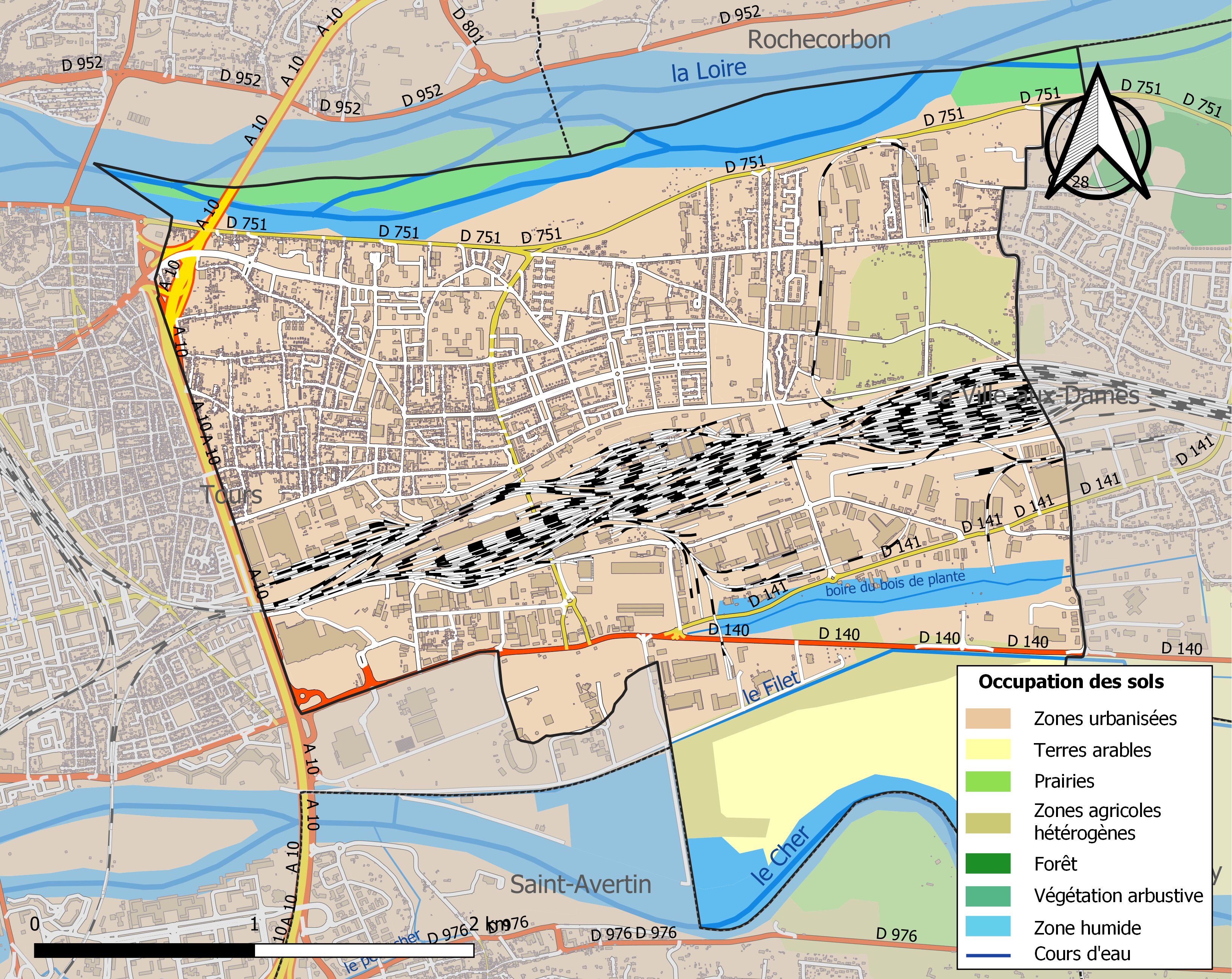

## Verkeer en vervoer
In de gemeente ligt spoorwegstation Saint-Pierre-des-Corps.
De autosnelweg A10 loopt langs de gemeente.

## Demografie
Onderstaande figuur toont het verloop van het inwonertal (bron: INSEE-tellingen).

## Geschiedenis
Al in de middeleeuwen werden in Saint-Pierre-des-Corps vooral groenten geteeld voor de markt van Tours. In 1824 werd aan de oostrand van de gemeente het Canal de Berry geopend, dat de Loire en de Cher verbond. Met de komst van de spoorweg en het het grote rangeerstation stroomden arbeiders toe in de gemeente. Saint-Pierre-des-Corps werd een linkse gemeente met veelal socialistische en communistische verkozenen.
Het rangeerstation was een doelwit van geallieerde bombardementen aan het einde van de Tweede Wereldoorlog en 85% van de gebouwen in de gemeente werd beschadigd. Na de oorlog werd begonnen met de wederopbouw en er kwamen bedrijventerreinen (Yvaudières en Grands Mortiers). In de jaren 1950 en 1960 was er veel immigratie uit Noord-Afrika, vooral uit Algerije. Het kanaal werd gedempt en in de plaats kwam de autosnelweg A10.